# Astroloba foliolosa
Astroloba foliolosa là một loài thực vật có hoa trong họ Măng tây. Loài này được (Haw.) Uitewaal mô tả khoa học đầu tiên năm 1947.